# Piwnica miejska w Krakowie

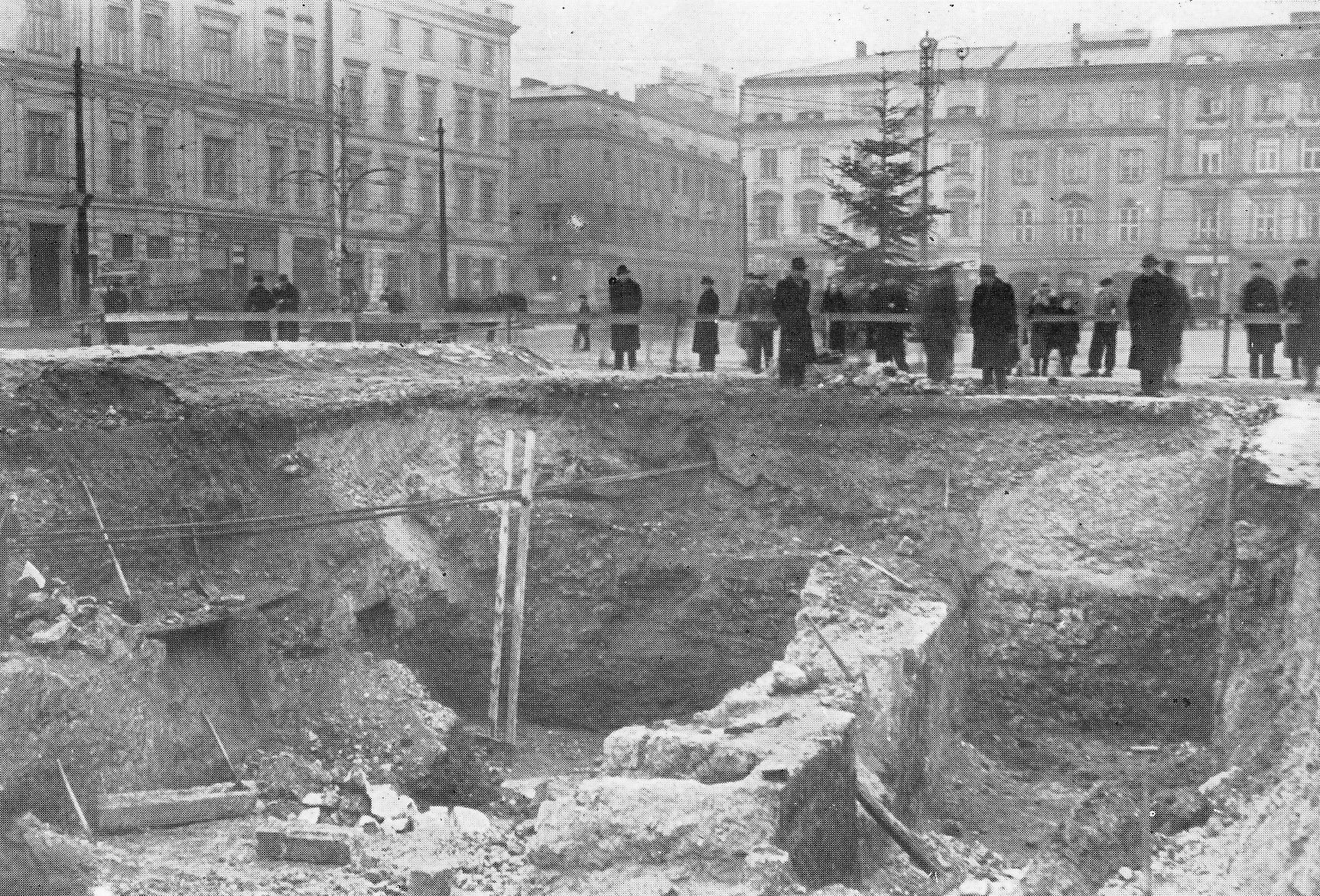
1943–1944: budowa zbiornika wodnego w piwnicach pod dawnym spichlerzem

Piwnica Miejska – piwnica mieszcząca się pod budynkiem ratusza oraz spichlerzem miejskim pełniąca dawniej funkcje piwiarni oraz więziennego miejsca tortur. Częściowo wyburzona w czasie II wojny światowej. W zachowanej części pod wieżą ratuszową w 1967 otworzono kawiarnię a w 1987 scenę teatralną.

## Historia
Część krakowskiej piwnicy miejskiej służyła za więzienie. Urządzono w niej sale przesłuchań sądowych – tortornię (sale tortur) i więzienie Dorotka. Tam miał również siedzibę krakowski kat. Inna część piwnic pod krakowskimi zabudowaniami miejskimi wykorzystywana była pierwotnie jako piwiarnia. Początkowo utworzono tam „Piwnicę Świdnicką”. W XVI wieku, na skutek utraty przywileju sprzedaży piwa ze Świdnicy, przekształcono ją w szynk „Indie”.
W latach 1943–1944 część piwnic została wyburzona. Część zachowanych pomieszczeń zaadaptowano w latach 1961–1967 na działalność kawiarnianą. W drugiej części utworzono scenę teatralną. Działał tam Teatr Satyry Maszkaron. Na jego potrzeby dokonano adaptacji piwnic podczas remontu w latach 1983–1987. Od 1996 scena została przejęta przez nowohucki Teatr Ludowy, który utworzył tam swoją małą scenę o charakterze komediowo-kabaretowym – tzw. „Scenę Pod Ratuszem”.